# Teorie plasticity

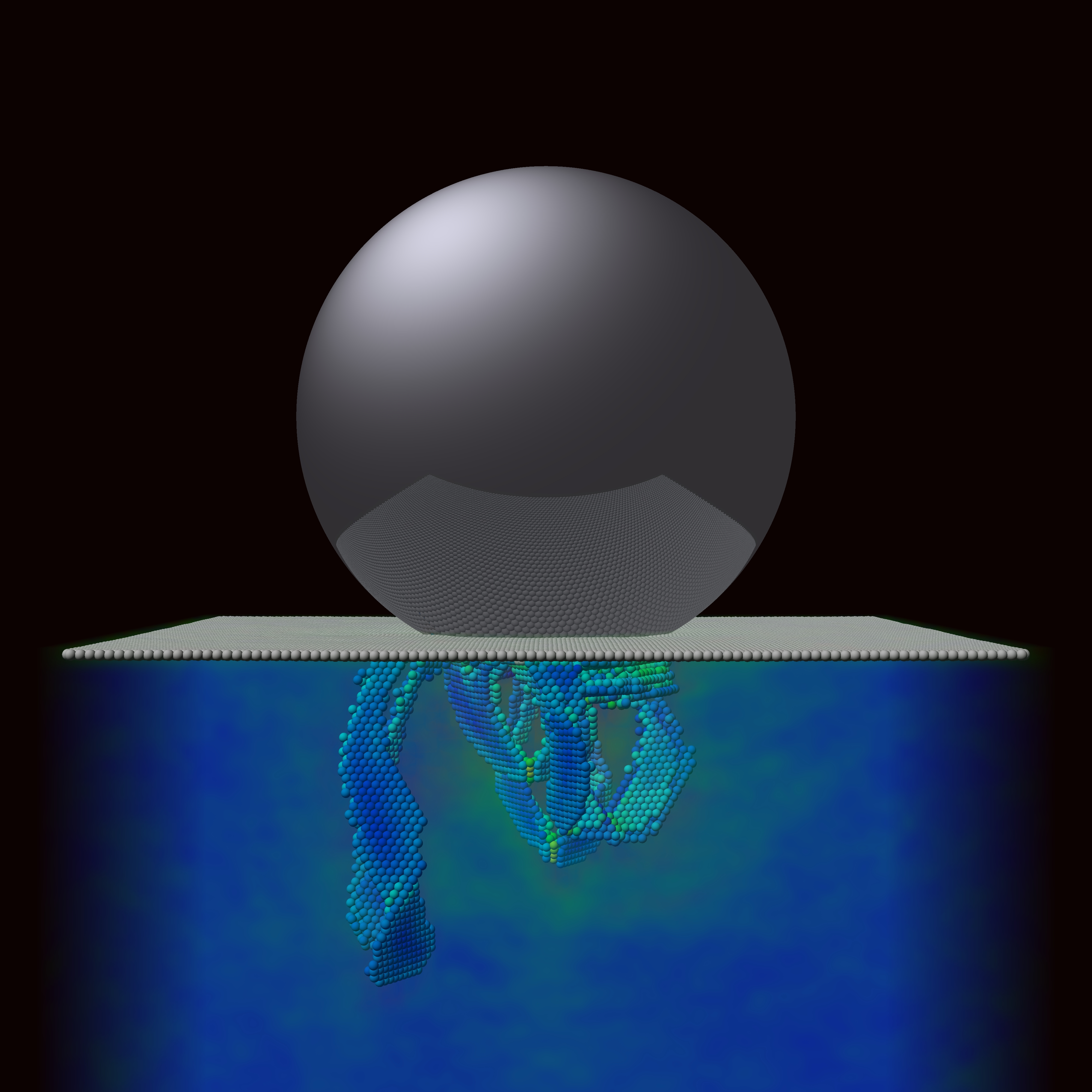
Plasticita pod kulové Nanoindenter v (111) mědi. Všechny částice v ideálních pozicích mříže jsou vynechány a kód barvy odkazuje na napětí von Mises oblasti.

Teorie plasticity se zabývá deformací a napjatostí takových těles, při nichž zatěžování a odlehčování nevede k vratným změnám napjatosti a deformaci. Zkoumaná tělesa zůstávají po úplném odstranění účinků zatížení zcela nebo alespoň částečně přetvořena (deformována) nebo v nich zůstává zbytkové napětí. Působení sil má obvykle vyšší intenzitu. Patří do mechaniky kontinua pevné fáze.